# 兼生會
兼生會（兼生會）、位於愛知縣小牧市本部的設置，日本的黑社會指定暴力團之一・六代目山口組的3次團體，上部團體 四代目山健組。前身為大日本平和會山中會小牧支部。
山中會小牧支部與同系的福井總業與舟橋組合併為舟橋會；舟橋會後來被第三代山健組本部長・片岡昭生（片岡組組長）吸收納入授與舍弟親分，在片岡組被破門後，舟橋會的若頭岩上龍二將組織改名為「兼生会」，為山健組直系組織。

## 最高幹部
- 會長・岩上龍二（第四代山健組若眾）